# Agence nationale des parcs nationaux

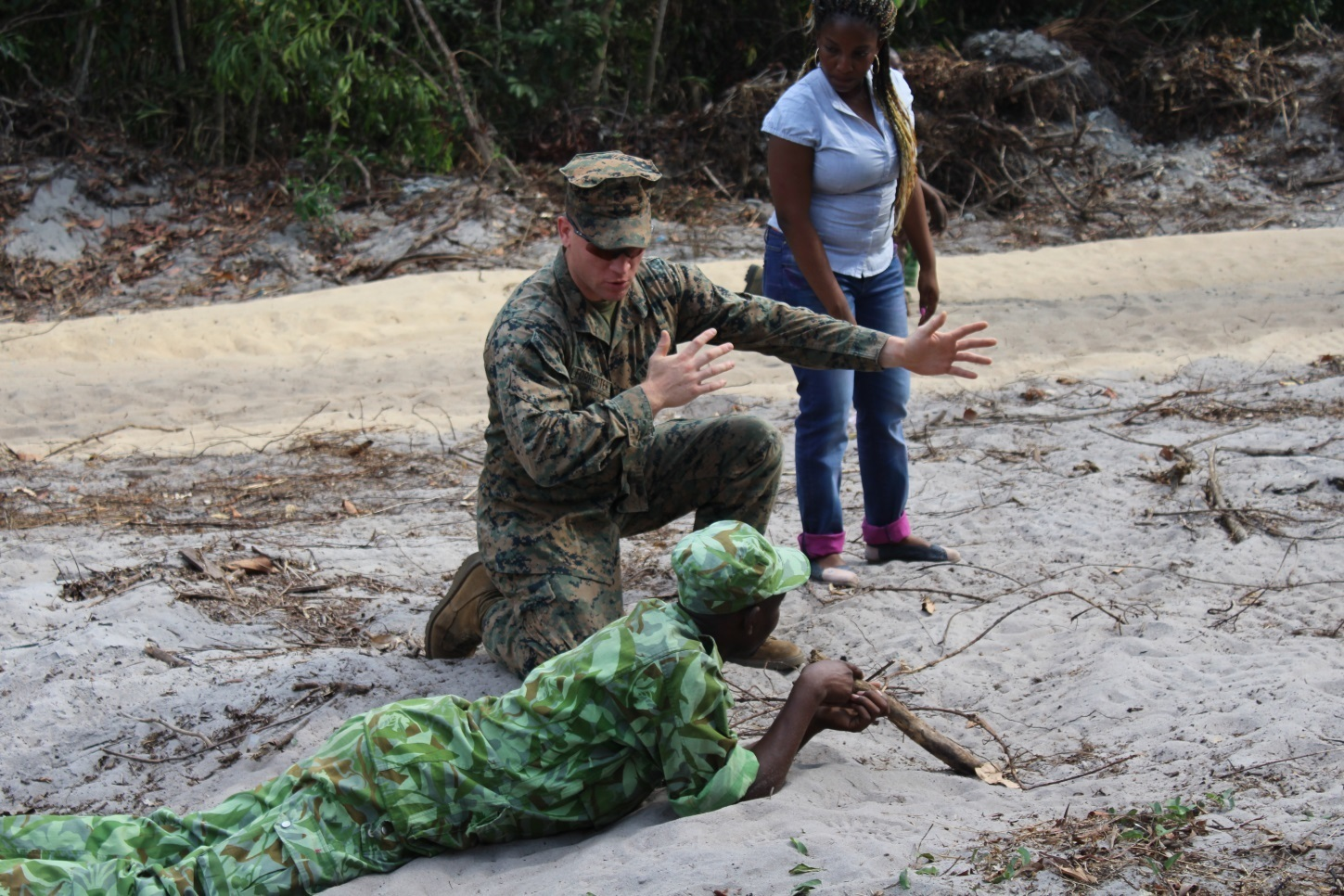
Un garde de l'agence avec un Marine américain, dans le parc national de Pongara.

L'Agence nationale des parcs nationaux (ANPN) est l'organisme chargé de la gestion des 13 parcs nationaux du Gabon.

## Histoire
L'ANPN a été créée en 2002 sous l'impulsion du président Omar Bongo.